# Джонсон (округ, Канзас)
Джо́нсон (англ. Johnson County) — округ в штате Канзас в Соединённых Штатах Америки. Административным центром (столицей) округа является город Олейте.
По состоянию на 2012 год, численность населения составляла 559 913 человека.

## История
Округ Джонсон был официально образован в 1855 году, получил своё название в честь канзасского политика Томаса Джонсона.
В 1984 году округ был награждён премией «All-America City Award» (с англ. — «Всеамериканский город») присуждаемой Национальной гражданской лигой, которую неофициально называют «Нобелевской премией за конструктивное гражданство» и которая выдается за активную гражданскую позицию жителей некорпоративных сообществ Соединённых Штатов в жизни местного самоуправления.

## География
В соответствии с данными указанными на сайте центрального статистического органа страны — Бюро переписи населения США, общая площадь округа равняется 1 243,590 км2, из которых 1 234,861 км2 занимает суша и 8,728 км2 или 0,7% приходится на водную поверхность.

## Население
По данным переписи населения 2010 года в округе проживает 544 179 жителей в составе 210 278 домашних хозяйств и 143 509 семей. Плотность населения составляет 365,00 человек на км2. На территории округа насчитывается 226 571 жилых строений, при плотности застройки около 147-ми строений на км2. Расовый состав населения: белые — 86,00 %, афроамериканцы — 4,20 %, коренные американцы (индейцы) — 4,30 %, азиаты — 0,40 %, гавайцы — 0,01 %, представители других рас — 1,55 %, представители двух или более рас — 2,50 %. Испаноязычные составляли 0,00 % населения независимо от расы.
В составе 34,60 % из общего числа домашних хозяйств проживают дети в возрасте до 18 лет, 56,10 % домашних хозяйств представляют собой супружеские пары проживающие вместе, 8,40 % домашних хозяйств представляют собой одиноких женщин без супруга, 31,80 % домашних хозяйств не имеют отношения к семьям, 25,90 % домашних хозяйств состоят из одного человека, 7,80 % домашних хозяйств состоят из престарелых (65 лет и старше), проживающих в одиночестве. Средний размер домашнего хозяйства составляет 2,51 человека, и средний размер семьи 3,05 человека.
Возрастной состав округа: 26,30 % моложе 18 лет, 7,60 % от 18 до 24, 32,80 % от 25 до 44, 22,50 % от 45 до 64 и 22,50 % от 65 и старше. Средний возраст жителя округа 36.4 лет. На каждые 100 женщин приходится 95.50 мужчин. На каждые 100 женщин старше 18 лет приходится 92.00 мужчин.
Средний доход на домохозяйство в округе составлял 73 733 USD, на семью — 90 380 USD. Среднестатистический заработок мужчины был 61 346 USD против 43 785 USD для женщины. Доход на душу населения составлял 37 882 USD. Около 3,60 % семей и 5,50 % общего населения находились ниже черты бедности, в том числе — 7,10 % молодежи (тех, кому ещё не исполнилось 18 лет) и 4,90 % тех, кому было уже больше 65 лет.